# Evangeliario

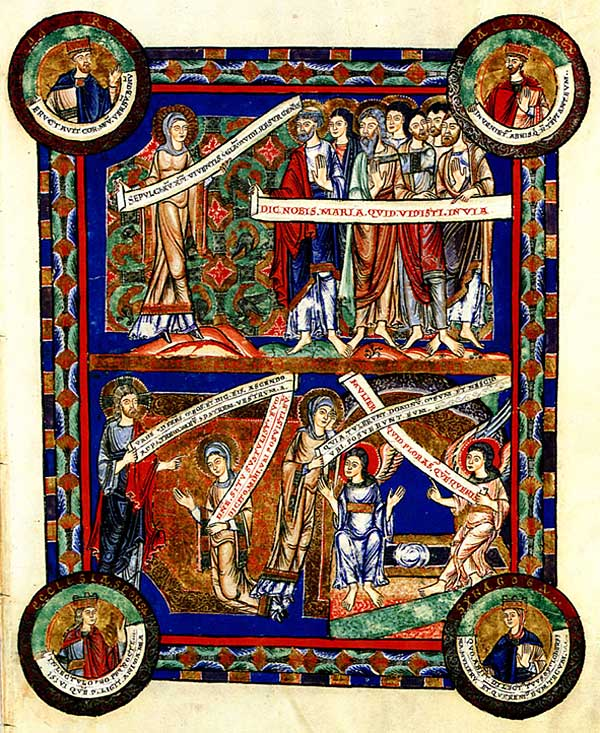
Evangeliario di Enrico il Leone.

Un evangeliario (o, più raramente, evangelario) è un libro liturgico cristiano in cui sono raccolti i quattro Vangeli.
Esistono poi raccolte di brani dei Vangeli che sono letti durante la messa nei vari periodi dell'anno: si tratta degli evangelistari, molto diffusi nel medioevo e spesso confusi proprio con gli evangeliarî. In realtà la differenza appare immediatamente all'esame dei testi che, negli evangelistari, cominciano in genere con la formula In illo tempore ("A quel tempo").
I primi evangeliarî furono composti intorno al VII secolo. Molti di essi, impreziositi da disegni, miniature e ricche legature, costituiscono autentici tesori bibliografici.

## Alcuni esemplari particolarmente importanti
- Evangeliario di Teodolinda (603)
- Evangeliario di Durrow (680 ca (.)
- Evangeliario di Durham (fine VII secolo)
- Libro di Lichfield (inizi VIII secolo)
- Evangeliario di Echternach (VIII secolo)
- Evangeliario di Lindisfarne (anteriore al 721)
- Evangeliario di Treviri (740 ca.)
- Evangeliario Gundoino (754)
- Evangeliario di Ada (785-800)
- Evangeliario dell'Incoronazione (793 ca.)
- Evangeliario di Saint-Riquier (794-800)
- Evangeliario di Xanten (inizi del IX secolo)
- Evangeliario longum (894)
- Evangeliario di Enrico il Leone (1173 - 1175)
- Evangeliario di Horne (1200 - 1225)
- "Pace" di Chiavenna (XI-XII secolo)